# الحاج عزب
قرية الحاج عزب هي إحدى القرى التابعة لمركز السنبلاوين في محافظة الدقهلية في جمهورية مصر العربية. حسب إحصاءات سنة 2006، بلغ إجمالي السكان في الحاج عزب 2499 نسمة، منهم 1289 رجل و1210 امرأة.